# Іоанн (Теодорович)
Митрополит Йоанн (в мирі: Іван Теодорович; 6 жовтня 1887, Крупець, Волинська губернія — 3 травня 1971, Філадельфія, США) — український духовний діяч, ієрарх створеної 1921 р. Української автокефальної православної церкви, митрополит Української православної церкви США, митрополит Української православної церкви Канади, капелан.

## Життєпис
Народився 1887 року на Волині, у селі Крупець Крупецької волості Дубенського повіту Волинської губернії Російської імперії.
У період Перших визвольних змагань — капелан Сірої дивізії Армії УНР.
До 1924 р. — єпископ Кам'янець-Подільський.
З 1924 Іоанн Теодорович керував «липківською» українською єпархією в Америці та Канаді. Проживав в м. Філадельфія, США.
27 серпня 1949 р. в Нью-Йорку був повторно рукоположений в єпископи. Хіротонію здійснили екзарх Александрійського Патріархату в США, митрополит Христофор (Кондогіоргіс) та єпископ Мстислав (Скрипник).
16 жовтня 1950 р. в м. Нью-Йорк церковна група, яку єпископ очолював об'єдналась з групою архієпископа Мстислава (Скрипника). НКВС-КДБ вело «оперативне стеження» за єпископом УАПЦ І. Теодоровичем, бо на їхню думку він мав для них шкідливу «мету об'єднати українських емігрантів у боротьбі за самостійність України».
Похований на українському православному цвинтарі в Саут-Баунд-Бруку, штат Нью-Джерсі.

## Праці
- Іоан Теодорович, архієпископ. Благодатність ієрархії УАПЦ. Регенсбург, 1947 р. (перевидання: Іван Теодорович, Архієпископ УАПЦ в Америці й Канаді. Благодатність ієрархії УАПЦ (Української Автокефальної Православної Церкви) / Упорядник І. Преловська. — К.: «Архангельський глас», 2010. — 200 с.)